# 上海ハニー
「上海ハニー」（シャンハイハニー）は、日本のロックバンド、ORANGE RANGEの2枚目のシングル。

## 解説
- ORANGE RANGEが一躍有名となった曲。ノンタイアップながら20万枚以上を売り上げた。後に、2004年に放送されたドラマ「オレンジデイズ」の挿入歌に使用されている。

- ここから「O2」まで18作連続でゴールド認定を獲得している。
- レーベルゲートCD仕様。2004年6月21日、レーベルゲートCD2として再発。のちにレーベルゲートCDでないものが再発された。
- NAOTOのクレジット欄は｢synthesizer,vocoder,guitar｣で前作の「キリキリマイ」と同じだった。

## 受賞
- 第3回MTV Video Music Awards Japan 2004 Best New Artist Video

## 収録曲
全曲作詞・作曲:ORANGE RANGE
1. 上海ハニー [2:54]
全国21局のラジオ局でパワープレイを獲得。
歌詞について、テレビ朝日系『ミュージックステーション』において「修学旅行中に女子の部屋に忍び込むというのがテーマとなっている」と紹介されているが、インタビューでは、「ナンパがしたいけど、できない男の歌」とも答えている。
アウトロで歌っているのは、雑誌のRYOのコメントなどから伊禮麻乃だと思われる。
間奏のトーク（ダチョウ倶楽部のネタのパロディ）では、当時は珍しい、YOHやKATCHANの声が聞ける。
この曲と6枚目のシングル「ロコローション」の2曲から『夏のバンド』というイメージが定着するようになった。
ライブでは、最後に入っている『み』というYAMATOの掛け声を全員で叫ぶことと、MC陣と一緒にカチャーシーを踊ることが恒例になっている。また、アウトロが何度か繰り返されることが多い。
TBSドラマ『オレンジデイズ』やニンテンドーDS用ゲーム『押忍!闘え!応援団』にも使用されている。
スキウタ〜紅白みんなでアンケート〜では白組20位。
『Squeezed』にリミックスバージョンが収録されている。
2025年6月6日放送の『ミュージックステーション』では、同番組で22年ぶりに披露された[1]。
2. ニュー・トウキオマシン
ORANGE RANGE自身を歌った曲。メンバーにとっては思い入れのある曲である。
タイトルは、昔沖縄にあった雀荘の名前の「ニュー東京マシン」から。
3. 上海ハニー 〜ryukyudisco remix〜
RYUKYUDISKOによるリミックスバージョン。
4. 上海ハニー 〜上海style〜
中国語詞・唄：陳涛、和訳：平石沙織。
「上海ハニー」を中国語で歌ったもの。

## カバー
- Dancing Dolls - 「上海ダーリン」のタイトルで、シングル「タッチ-A.S.A.P.-/上海ダーリン」に収録。
- SuG - シングル「teenAge dream/Luv it!!」に収録。
- XOX - シングル「Chroma/上海ハニー」に収録[2]。ミュージックビデオには清水あいり、横山あみ、園都、餅田コシヒカリが出演している[3]。
- ハロー、ハッピーワールド!［弦巻こころ（伊藤美来）、瀬田薫（田所あずさ）、ミッシェル（黒沢ともよ）］
2019年7月20日にゲーム『バンドリ! ガールズバンドパーティ!』に収録[4]。2020年5月27日発売の『バンドリ！ ガールズバンドパーティ！ カバーコレクション Vol.4』に音源収録。
- 荒垣城太郎（浪川大輔）、レオナルド（小野賢章）、南野鉄男（梶裕貴）
テレビアニメ「体操ザムライ」（テレビ朝日・NUMAnimation）のオープニングテーマとしてカバー[5]。
- フィロソフィーのダンス - 配信シングル「上海ハニー」（2023年7月19日リリース）にてカバー[6]。